# پوئنت-فورتون، کبک
پوئنت-فورتون (به فرانسوی: Pointe-Fortune) روستایی در منطقه شهری وودروی-سولانژ ناحیه مونترژی در استان کبک کانادا است. در سرشماری سال ۲۰۱۱ این روستا ۵۱۲ نفر جمعیت داشته‌است و مساحت آن ۹٫۰۹ کیلومتر مربع است.